# COSAFA Beach Soccer Championship 2015
Die COSAFA Beach Soccer Championship 2015 war die 1. Fußball-Meisterschaft des Südlichen Afrika der Herren im Beachsoccer. Sie fand im April 2015 in Roche Caïman in den Seychellen statt. Austragungsort war das nationale Beachsoccer-Stadion.
Das Turnier wurde vom Council of Southern Africa Football Associations (COSAFA) organisiert.  Sieger wurde die Auswahl Madagaskars. Als Gastmannschaft nahm eine Beachsoccer-Auswahl von al-Ahli Dubai aus den Vereinigten Arabischen Emiraten teil.

## Finalrunde

### Finale
|                |   |        |     |
| 15. April 2023 |   |        |     |
| Madagaskar     | – | Malawi | 9:4 |

### Spiel um Platz 3
|               |   |           |     |
| April 2023    |   |           |     |
| al-Ahli Dubai | – | Mauritius | 7:3 |

### Spiel um Platz 5
|            |   |           |     |
| April 2015 |   |           |     |
| Seychellen | – | Südafrika | 1:0 |